# Kálmán Darányi
Kálmán Darányi de Pusztaszentgyörgy et Tetétlen (1886-1939) a fost politician maghiar a servit ca prim-ministru în perioada 1936-1938, când a fost asociat cu radicalismul de dreapta.  